# Signori, il gioco è fatto
Signori, il gioco è fatto, pubblicato in Italia anche con il titolo Il mistero del Casinò (titolo originale The Casino Murder Case) è un romanzo poliziesco del 1934 di S. S. Van Dine. È l'ottavo della serie che ha come protagonista Philo Vance, investigatore dilettante dai molteplici interessi artistici.

## Trama
Una lettera anonima viene recapitata a Philo Vance, il noto esteta famoso per le sue investigazioni al fianco del suo amico, il procuratore distrettuale di New York John F.X. Markham. Con toni melodrammatici, lo scrivente invita Vance a sorvegliare molto da vicino una famiglia dell'alta società newyorchese, i Llewellyn, e in particolare il giovane Lynn. A tale scopo, esorta Vance a recarsi presso il Casinò Kinkaid, gestito da Richard Kinkaid, fratello della signora Llewellyn; si tratta di un casinò clandestino frequentato dall'alta società. La lettera accenna a un possibile pericolo per Lynn Llewellyn se andrà a giocare il sabato sera, come sua abitudine.
Vance, dopo avere informato Markham, si reca sul posto e osserva i protagonisti del dramma da vicino. Le previsioni della missiva anonima sembrano avverarsi quando Lynn ha un collasso dopo avere bevuto dell'acqua e un medico prontamente accorso diagnostica un avvelenamento. I rapidi soccorsi salvano la vita del giovane, ma poco più tardi, mentre Vance sta riferendo a Markham l'esito della serata, una telefonata avverte il procuratore che Virginia, la moglie di Lynn, è morta avvelenata a casa Llewellyn.
Le indagini si riveleranno estremamente complicate, con un altro tentativo di avvelenamento sventato per poco, mentre il medico legale incontra grandi difficoltà nell'individuare la sostanza che ha causato la morte della vittima. Philo Vance dovrà fare ricorso alla sua profonda conoscenza della psicologia per ricostruire il piano del colpevole e individuare il suo movente.

## Personaggi Principali
- Philo Vance - investigatore dilettante
- John F.X. Markham - procuratore distrettuale
- Ernest Heath - sergente di polizia
- signora Llewellyn - padrona di casa
- Richard Kinkaid - suo fratello, proprietario del casinò
- Amelia Llewellyn - sua figlia
- Lynn Llewellyn - suo figlio
- Virginia Llewellyn - moglie di Lynn
- Morgan Bloodgood - croupier del Casinò
- dottor Alan Kane - amico di famiglia dei Llewellyn
- Smith - maggiordomo di casa Llewellyn
- dottor Emanuel Doremus - medico legale
- dottor Adolph Hildebrandt - tossicologo
- Snitkin, Hennessey - poliziotti

## Critica
"Signori, il gioco è fatto funziona in maniera sufficiente come narrazione, ma la sua trama è senza infamia e senza lode. La storia imita un po' La fine dei Greene: tutti i sospetti sono membri di una famiglia dell'alta società, con l'aggiunta del medico di famiglia. E anche la trovata meno originale di quel libro viene qui ripetuta. Il casinò del titolo in effetti recita un ruolo minore nella trama. Van Dine mantiene per questa ambientazione un tono modesto e discreto. Ciò probabilmente aumenta il realismo della storia, ma proprio per questo non riesce ad aggiungere un po' di colore locale a questo romanzo troppo blando."

## Opere derivate
Da questo romanzo venne tratto nel 1935 un film, The Casino Murder Case (uscito in Italia con il titolo Dalle 7 alle 8), diretto da Edwin L. Marin, con Paul Lukas nel ruolo di Philo Vance e Rosalind Russell nella parte di una giovane segretaria della signora Llewellyn, personaggio assente nel libro.

## Edizioni italiane
- Signori, il gioco è fatto!, traduzione di Claudio Serena, Giallo Mondadori, Milano, 1935. - Capolavori dei Gialli Mondadori n. 176, luglio 1961
- Signori, il gioco è fatto!, traduzione di Pietro Ferrari, I Classici del Giallo Mondadori, n. 654, Milano, 1992. - I Classici de Il Giallo Mondadori, n. 1399, agosto 2017.
- Signori il gioco è fatto!, Santarcangelo di Romagna, Rusconi, 2010, ISBN 978-88-180-2744-0.
- Signori il gioco è fatto!, Collana Classici del giallo, Barbera, 2010, ISBN 978-88-789-9372-3.
- Signori il gioco è fatto, Crescere, 2014, ISBN 978-88-833-7252-0.